# Women Wage Peace
Women Wage Peace (WWP; hebreu: נשים עושות שלום‎; àrab: نساء يصنعن السلام, Nisāʾ yaṣnaʿna as-salām, ‘Dones construeixen la pau’) és un moviment de pau de base israelià, format poc després de la guerra de Gaza el 2014. El seu objectiu principal és pressionar el govern israelià perquè assoleixi un «acord polític acceptable bilateralment» per posar fi al conflicte israelià-palestí, amb una data objectiu del 2018.

## Origen
Tot i que originàriament va ser iniciat per dones israelianes, inclosa l'activista per la pau Vivian Silver, el moviment ha treballat per construir connexions amb dones palestines, també arribant a dones i homes de moltes altres regions locals i orígens religiosos. Es va inspirar en moviments de dones similars a Irlanda del Nord i Libèria, on dones de diferents confessions s'havien unit per ajudar a resoldre conflictes violents. La inspiració també va venir del moviment de les Quatre Mares, establert el 1997, que finalment va influir en la retirada militar d'Israel del Sud del Líban.
El moviment es basa en dos objectius principals: fomentar les negociacions de pau entre Israel i l'Autoritat Palestina i instar l'aplicació de la Resolució 1325 de les Nacions Unides que «reafirma l'important paper de les dones en la prevenció i resolució de conflictes».

## Membres
Al maig de 2017, Women Wage Peace tenia més de 20.000 membres i simpatitzants.

## Activitats

### Eleccions generals a Israel de 2015
El març de 2015, membres del moviment van protestar davant de l'edifici del Parlament d'Israel a Jerusalem, demanant als polítics que donessin més prioritat a les converses de pau en els debats de les eleccions generals.

### 2015 Operació Protective Fast
El 2015, del 8 de juliol al 26 d'agost, Women Wage Peace va organitzar un dejuni col·lectiu davant de la residència oficial del primer ministre israelià Benjamin Netanyahu, programant la seva simbòlica Operació Protective Fast de cinquanta dies per coincidir amb l'aniversari de l'operació Protective Edge a Gaza. l'any anterior. Aproximadament 300 dones i homes van participar-hi, sumant-se a la protesta per torns. A principis de setembre, una setmana després d'haver acabat la vaga de fam, quatre membres del moviment van ser convidats a una reunió formal amb Netanyahu per discutir la possibilitat de renovar les converses de pau amb Palestina.

### Marxa per la Pau 2016
L'octubre de 2016, més de 3.000 dones israelianes i palestines van participar en una marxa de Women Wage Peace des del nord d'Israel fins a Jerusalem, que va acabar amb una concentració davant la residència ofcial del primer ministre Netanyahu. Entre els ponents de la manifestació hi havia Leymah Gbowee, un activista per la pau de Libèria i premi Nobel de la Pau conegut per ajudar a posar fi a la Segona Guerra Civil de Libèria.
Després de la marxa, la cantant i activista canadenca-israeliana Yael Deckelbaum d'Habanot Nechama va col·laborar amb Women Wage Peace per crear la cançó Prayer of the Mothers, que incloïa clips d'un discurs de Gbowee. Al maig de 2017, el vídeo musical havia rebut més de tres milions de visualitzacions a YouTube.

### Activitats 2017
El moviment ha continuat actiu, generant pressió i conscienciació sobre la necessitat d una resolució pacífica dels conflictes.
El març de 2017, en una recepció del Dia Internacional de la Dona a Tel-Aviv, més d'una dotzena d'ambaixadores estrangeres van prometre el seu suport al moviment Women Wage Peace.
El 13 de maig de 2017, la xarxa musical israeliana Constant Culture va anunciar que havia creat un àlbum recopilatori EDM en suport de la pau, amb tots els beneficis destinats a Women Wage Peace.
El 18 de maig de 2017, membres de Women Wage Peace es van reunir a Tel-Aviv abans de la primera visita del president estadunidenc Donald Trump a Israel, creant una cadena humana que deia «preparat per a la pau».

### Col·laboracions
Han col·laborat diverses vegades amb l'organització palestina Women of the Sun, que té un objectiu similar.
A finals de 2021 i principis de 2022, ambdós grups van treballar junts per formar una plataforma conjunta. El març de 2022, les coalicions d'ambdós grups es van reunir a la platja de Neve Midbar, al Mar Mort, per a una conferència de pau.
El 4 d'octubre de 2023, pocs dies abans de l'inici de la guerra Israel-Hamas de 2023 que va incloure l'assassinat de la fundadora de l'organització, Vivian Silver, per part de militants de Hamàs, els dos grups van organitzar una marxa per la pau a Jerusalem, des del Monument de la Tolerància a l'Armon, barri de Hanatziv.